# Morlaye Sylla
Morlaye Sylla (ur. 23 lipca 1998 w Konakry) – piłkarz gwinejski grający na pozycji ofensywnego pomocnika. Od 2019 jest piłkarzem klubu Horoya AC.

## Kariera klubowa
Swoją karierę piłkarską Sylla rozpoczął w klubie Fello Star. W sezonie 2017/2018 zadebiutował w jego barwach w pierwszej lidze gwinejskiej. W sezonie 2018/2019 grał w CO Coyah, a w 2019 przeszedł do Horoya AC. W sezonie 2020/2021 wywalczył z nim mistrzostwo Gwinei.

## Kariera reprezentacyjna
W reprezentacji Gwinei Sylla zadebiutował 21 września 2019 roku w przegranym 0:1 meczu Mistrzostw Narodów Afryki 2020 z Senegalem rozegranym w Thiès. W 2022 roku został powołany do kadry na Puchar Narodów Afryki 2021. Rozegrał na nim trzy mecze: grupowe z Senegalem (0:0) i z Zimbabwe (1:2) oraz w 1/8 finału z Gambią (0:1).